# Сомайя Джабарти
Сомайя Анвар Джабарти (араб. سمية أنور جبرتي‎; родилась в 1970 или 1971 году) — первая женщина-главный редактор национальной газеты Саудовской Аравии, Saudi Gazette.
Сомайя освещала широкий спектр вопросов, от женских проблем до ухода в отставку бывшего президента Египта Хосни Мубарака. Она была единственным саудовским репортёром в разгар революции на площади Тахрир.
В 2015 году Джабарти была включена в список 100 женщин Би-би-си, вошла в список 100 самых влиятельных арабских женщин журнала Arabian Business в 2014 и 2015 годах и была в топ-10 мусульманских женщин Аль-Арабии в 2014 году.